# Extrême-Orient russe
L'Extrême-Orient russe (en russe : Дальний Восток России, Dalni Vostok Rossiï ou plus simplement Дальний Восток, Dalni Vostok) est une région géographique de l'Est de l'Asie du Nord, délimitée par le fleuve Léna et par les océans Arctique et Pacifique au nord et à l'est. Bien que traditionnellement considérée comme une partie de la Sibérie, l'Extrême-Orient russe est catégorisé séparément de la Sibérie dans les régimes régionaux russes (et précédemment en URSS quand il était appelé l'Extrême-Orient soviétique).  La région est englobée au sein de l'un des huit districts fédéraux de Russie : le district fédéral extrême-oriental.

## Géographie

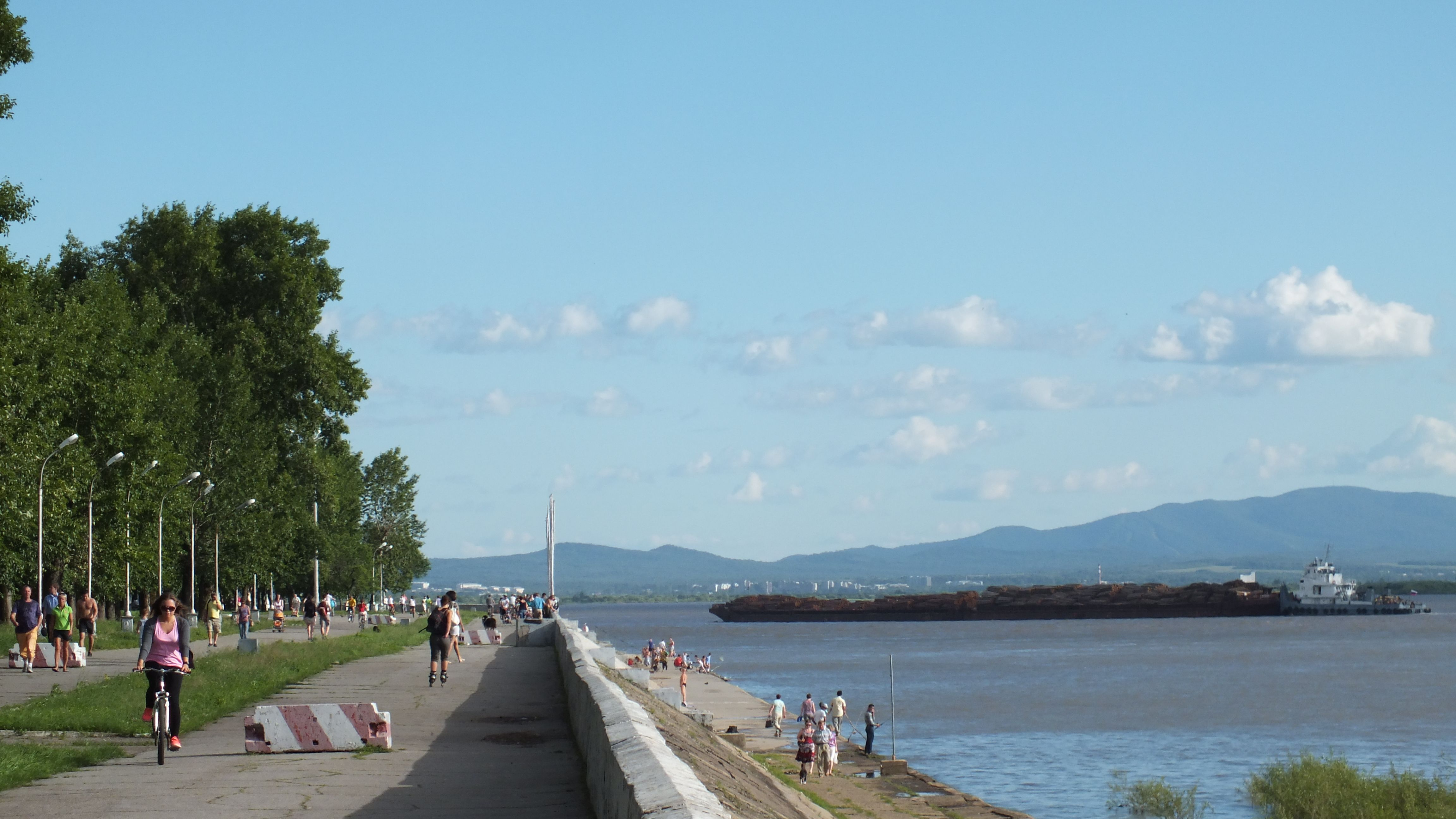
Les berges de l'Amour à Khabarovsk.

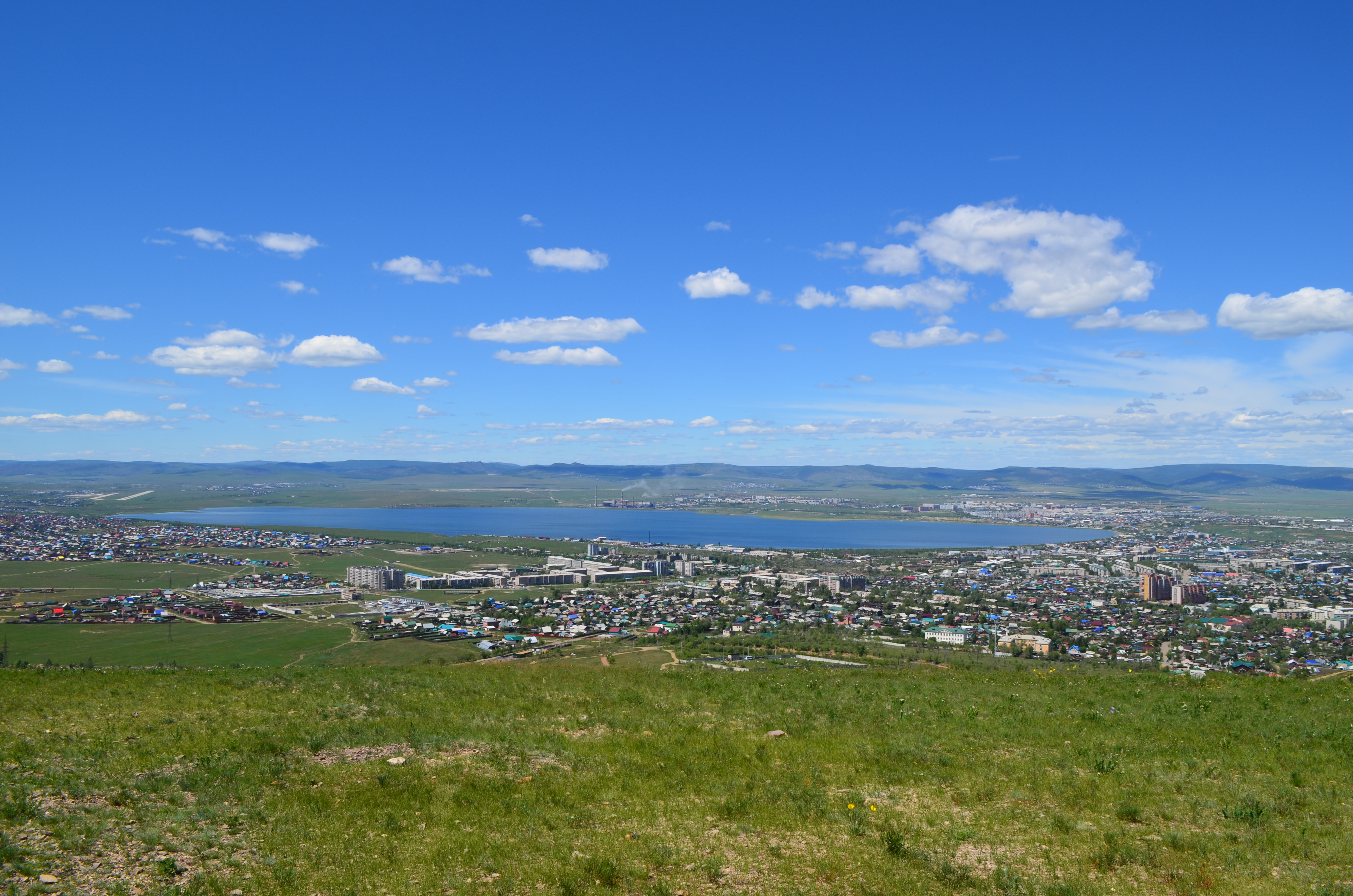
La ville de Tchita, en Daourie.

L'Extrême-Orient russe est situé à l'extrémité est du continent eurasiatique, sur les côtes de l'océan Pacifique et confine avec la Sibérie.
Le nord, séparé de l'Alaska par le détroit de Béring, est baigné par l'océan Arctique. À l'est, la région s'ouvre vers la mer d'Okhotsk. Au sud, elle est baignée par la mer du Japon.
Les géographes divisent l'Extrême-Orient russe en trois régions :
- l'extrême nord-est ;
- le pays du nord de l'océan Pacifique (régions de Primorié et de Priamourié) ;
- le sud.

Le territoire de l'Extrême-Orient est parfois inclus dans la Sibérie et nommé « Sibérie orientale ».

## Histoire
En 1909 l’Extrême-Orient russe fait partie administrativement de la Sibérie (Сибирские губернии и области), elle-même divisée en deux gouvernements-généraux : celui d’Irkoutsk et celui de l’Amour (oblasts de l’Amour, du Kamtchatka, de Primorié et de Sakhaline). Ce dernier gouvernement général correspond à l’Extrême-Orient russe actuel.
De 1920 à 1922, la partie sud du territoire forma, avec l'actuel Kraï de Transbaïkalie, la République d'Extrême-Orient. Ensuite, entre 1922 et 1991, l'Extrême-Orient russe est incorporé dans l'URSS. Aujourd'hui, ce territoire fait partie de la Russie.

## Climat
Le climat est hyper-continental caractérisé par des hivers longs et extrêmement froids, peu neigeux et des étés doux à chauds et humides. En hiver, sous l'influence des vents d'ouest, le temps est sec et clair. En été, l'air maritime venant de l'océan Pacifique apporte nuages et pluies, et un taux d'humidité élevé.
La température moyenne de l'année au sud est +6 °C, au nord, de −10 °C. La température moyenne de janvier varie entre −20 °C au sud et −33 °C au nord; celle de juillet est de +8 °C à +21 °C.

## Démographie

### Population

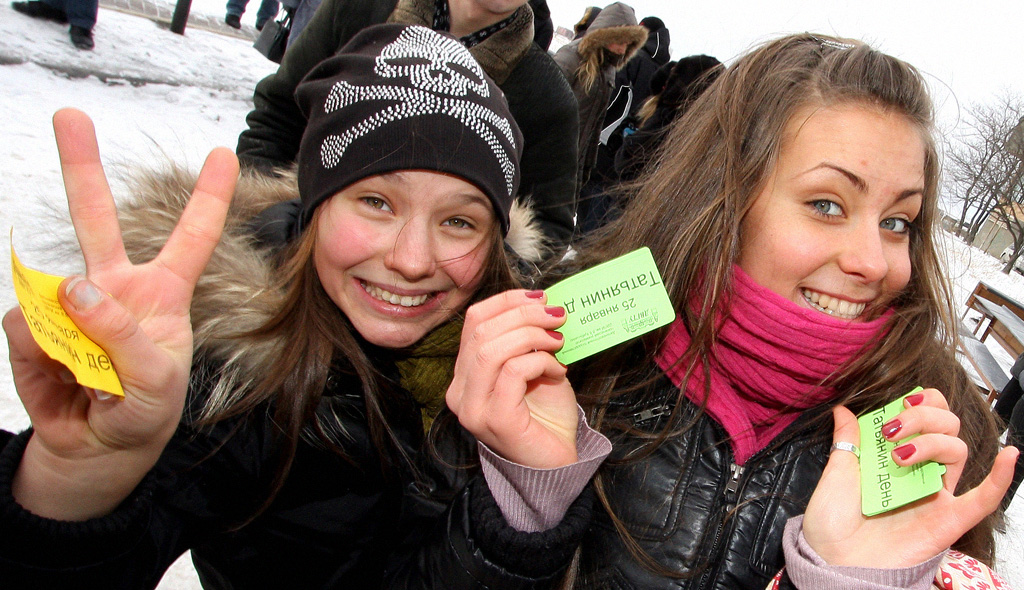
La fête des étudiants (à la Sainte Tatiana) à Vladivostok.

La région est très peu peuplée (1,2 hab./km2), la population est concentrée surtout le long du Transsibérien, sur les berges de l'Amour et le long des côtes.
Au recensement de 2010, la population est de 6 293 129 habitants, principalement au Sud, et à 75,9 % urbaine.

### Ethnies
La composition de la population se répartit entre Russes, Ukrainiens, Biélorusses, Coréens et plusieurs minorités ethniques telles que:
- Iakoutes (langue turque)
- Inuits, Aléoutes, Yupiks de Sibérie (langues eskimo-aléoutes)
- Tchouktches, Koriaks, Kereks, Itelmènes (langues tchoukotko-kamtchatkiennes)
- Evenks, Évènes, Hezhens, Orotches, Oultches, Oudihés ou Oudegéïs (langues toungouses)
- Youkaguirs, Nivkhes, Aïnous (isolat).
- Chinois (Mandarin)
- Mongols (Khalkah)

### Villes
- Khabarovsk (618 150 habitants)

- Vladivostok (604 901 habitants)
- Oulan-Oudé (434 869 habitants)
- Tchita (349 005 habitants)
- Iakoutsk (311 760 habitants)[N 2]
- Komsomolsk-sur-l'Amour (246 607 habitants)
- Blagovechtchensk (225 091 habitants)
- Ioujno-Sakhalinsk (198 973 habitants)
- Petropavlovsk-Kamtchatski (181 216 habitants)
- Oussouriïsk (172 017 habitants)
- Nakhodka (149 316 habitants)
- Artiom (106 692 habitants)
- Magadan (91 781 habitants)
- Birobidjan (73 623 habitants)
- Anadyr (15 604 habitants)
- Ioujno-Kourilsk (7 863 habitants)
- Palana (2 920 habitants)

## Économie
La répartition sectorielle du PRB (produit régional brut) de la province selon les données de 2010 :
- L’agriculture, la gestion forestière et la pêche — 6,5 %
- L’extraction des ressources minières — 24,7 %
- Les industries de transformation — 5,6 %
- La production et la distribution de l’énergie électrique, du gaz et de l’eau — 4,2 %
- La construction — 12,2 %
- Le commerce — 10,2 %
- L’hôtellerie et la restauration — 0,8 %
- Le transport et les communications — 13,4 %
- L’éducation et la santé publique — 7,7 %
- Les finances et les services — 7,3 %
- L'administration nationale et la sécurité militaire — 7,4 %

L'économie de l’Extrême-Orient russe, isolé de la région occidentale par manque d'infrastructures de transport, est aujourd'hui en pleine croissance grâce aux grands projets d'investissements basés sur le partenariat entre les entreprises nationales et privées. À l'horizon 2025, les investissements devraient atteindre 10 milliards de roubles (provenant à la fois du budget national et de fonds privés). Les principaux vecteurs du développement de l'Extrême-Orient russe débutent par la formation de la population résidente permanente, l’aplanissement des problèmes dans le fonctionnement, la modification de la structure économique, l’intégration dans le pourtour du Pacifique. À ce jour[Quand ?], l'ensemble des circonscriptions de l'Extrême-Orient russe jouissent de subventions nationales.  

### Extraction des ressources minières
827 gisements sont exploités sur le territoire. La majeure partie étant constituée par l'extraction de diamants, d’or, d’argent, de métaux non-ferreux tels que l’étain et le plomb, de matières premières chimiques et minières telles que le bore et la fluorine.

### Gestion forestière
L'Extrême-Orient russe possède une réserve d'environ 20 milliards de mètres cubes de bois d’œuvre, représentant un quart des réserves de la Russie. Le traitement constitue environ 30 %[pas clair]. Douze grands projets de construction de nouvelles entreprises dans le secteur du traitement de bois sont en cours de réalisation[Quand ?]. Ils permettront de créer plus de 5000 nouveaux emplois.

### Investissements
En avril 2013 le premier ministre russe, Dimitri Medvedev, signe un programme du développement socio-économique de l’Extrême-Orient russe et de la Transbaïkalie aboutissant en 2025. Durant cette période environ 10 billions de roubles provenant du budget national et de fonds privés seront investis. 
Selon les projets, 980 milliards de roubles participeront à la reconstruction des voies Magistrale Baïkal-Amour (BAM) et du Transsibérien ; 260 milliards proviennent des fonds budgétaires nationaux et le reste de divers investisseurs (principalement de la Compagnie des chemins de fer russes). L'objectif est alors d’accroître le flux de trafic par la BAM et le Transsibérien à 38 millions de tonnes par an de transit pour 2015, et à 54 millions pour 2020. Une voie ferrée nord-sud est presque achevée entre le Transsibérien et la ville de Yakoutsk. Dans le cadre du développement du réseau aérien régional, 101 milliards de roubles serviront à la rénovation des deux grands aéroports d'Oulan-Oudé et de Petropavlovsk-Kamtchatski et de 61 aérodromes dans les plus petites provinces extrême-orientales. Il est budgété 60 milliards de roubles pour la construction d'autoroutes et encore 25 milliards de roubles dans le développement des voies de communications.
58 milliards de roubles seront investis dans le développement des réseaux de distribution et réseaux magistraux, au total il s’agit de dix sites. En parallèle, 33 milliards de roubles seront placés dans la construction de douze nouveaux sites énergétiques. La compagnie « RusGuidro », ayant reçu 50 milliards de roubles de soutien, engagera cette somme dans les industries hydro-électriques de la région.